# Sefro
Sefro (Sìfru in dialetto maceratese) è un comune italiano di 448 abitanti della provincia di Macerata nelle Marche.

## Geografia fisica

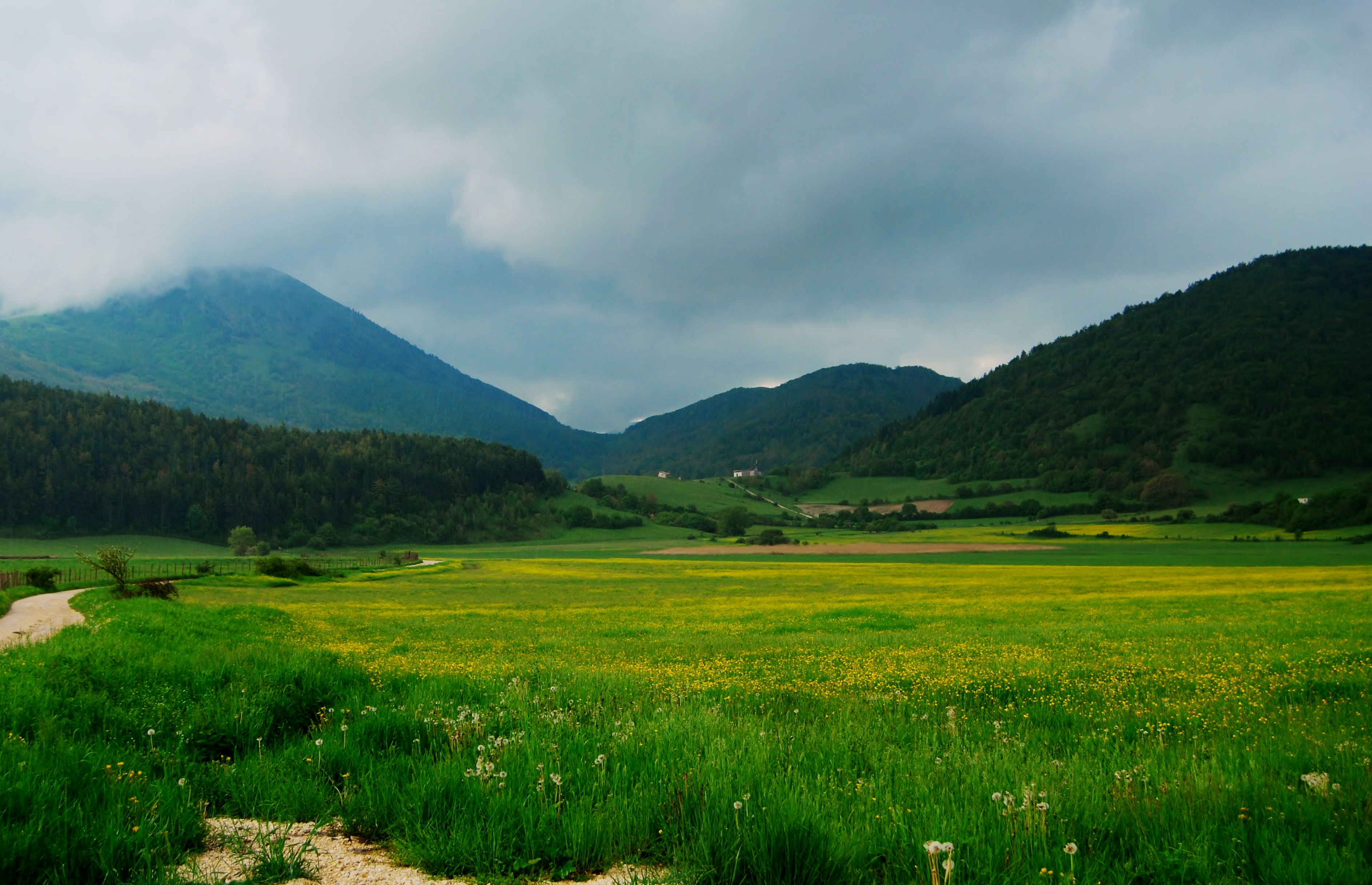
Altopiano di Montelago

Sefro è un paese molto piccolo il cui comune comprende, oltre al capoluogo, anche le frazioni di Sorti e Agolla. È situato in una valle orientata in direzione nord-sud ed è completamente circondato dagli Appennini. Si eleva infatti di 502 m s.l.m. attorniato dai monti Cesito (1.010 m), Linguaro (1.390 m) e Vermenone (1.364 m), sul fondo di una valle scavata dal torrente Scarsito, affluente di destra del fiume Potenza. Il paese è immerso nei boschi e ha un clima rigido in inverno, mentre gode di estati tiepide. Di notevole interesse naturalistico è la Valle della Scurosa, una valle particolarmente stretta e lunga praticamente incontaminata in cui si trova una faggeta di notevole interesse. Altrettanto interessante è l'altopiano di Montelago formato da due piani di cui uno con degli inghiottitoi in cui si forma in inverno un laghetto sovente ghiacciato.

## Storia
L'origine di Sefro risale ad epoca remota, come è testimoniato dai numerosi insediamenti rinvenuti nelle montagne che lo circondano. L'etimologia del Paese potrebbe derivare da “Sefer”. Nel 2009, difatti, nei pressi del paese, è stato trovato un antico giacimento di ferro. Si ritiene sia stata data dai commercianti fenici che si sarebbero avventurati nel cuore di questa terra per approvvigionarsi di minerali ferrosi. 
La sua recente storia inizia grazie allo stretto rapporto creatosi con Camerino, all'inizio del XIII secolo, quella di Sefro era una comunità solida, economicamente autosufficiente, civilmente evoluta e particolarmente dinamica tanto che il rettore pontificio della Marca nel gennaio del 1240, lo dichiara libero Comune, appartenente al ducato spoletano e compreso nel distretto camerinese. 
In seguito al saccheggio di quella città da parte delle truppe ghibelline di Manfredi di Svevia nel 1259. I Camerti infatti trovarono rifugio a Sefro e da qui, sotto la guida di Ranieri della Rocca di Santa Lucia e Gentile da Varano poterono tornare nella loro città dopo breve tempo. Di questa situazione si poté avvantaggiare instaurando un rapporto privilegiato con la signoria Camerte, si dotò di Statuti propri, raggiunse una densità demografica rilevante rispetto alle cittadelle del circondario. L'arte prosperò, fiorirono edifici pubblici e religiosi, le attività tradizionali come l'allevamento del bestiame e l'industria boschiva, del ferro, della tessitura e della follatura della lana, della concia delle pelli, della produzione di calce viva e della molitura raggiunsero una floridezza e uno sviluppo straordinari. Nel XVI sec. l'organizzazione amministrativa cambiò: l'ex ducato di Camerino fu suddiviso in tre vicariati: di “Montagna”, di “Summonti” e di “Mezzina”. Sefro fu assegnata al vicariato di “Montagna” ed ebbe la qualifica di «terra raccomanda» cioè affidata a Camerino e tutelata da questa città. Per tutto il medioevo Sefro rimase legato al Comune di Camerino e quindi alla Signoria dei da Varano, prima di passare direttamente sotto lo stato Pontificio.
La storia recente dell'Ottocento ci racconta delle riunificazione dei tre comuni di Agolla, Sefro e Sorti sotto un'unica entità amministrativa, quella di Sefro. Di tutte le attività del passato sono sopravvissute solo quelle silvo-pastorali e dell'allevamento delle trote che, oltre all'attività turistica, costituiscono per il paese una prerogativa
Probabilmente in quei luoghi remoti, in una grotta del Monte Crestaio, trovò rifugio Beato Bernardo da Quintavalle, uno dei primi compagni di San Francesco d'Assisi e vi rimase per un certo tempo. Al centro del paese di Sefro restano i ruderi restaurati della Rocca detta da Varano.  Nel territorio comunale restano tracce della cospicua storia, oltre che nella rocca di Sefro, nella Grotta del Beato Bernardo, nelle chiese medievali della Madonna dei Calcinai (sec. XV; chiesetta con antichi affreschi votivi di scuola camerinese, sec. XVI) e di San Pietro a Sefro, nella chiesa di San Tossano di Agolla (XV sec.) e nella chiesa di San Biagio (sec. XVII) a Sorti al momento non riaperta al pubblico dopo il terremoto del 1997.

## Monumenti e luoghi d'interesse

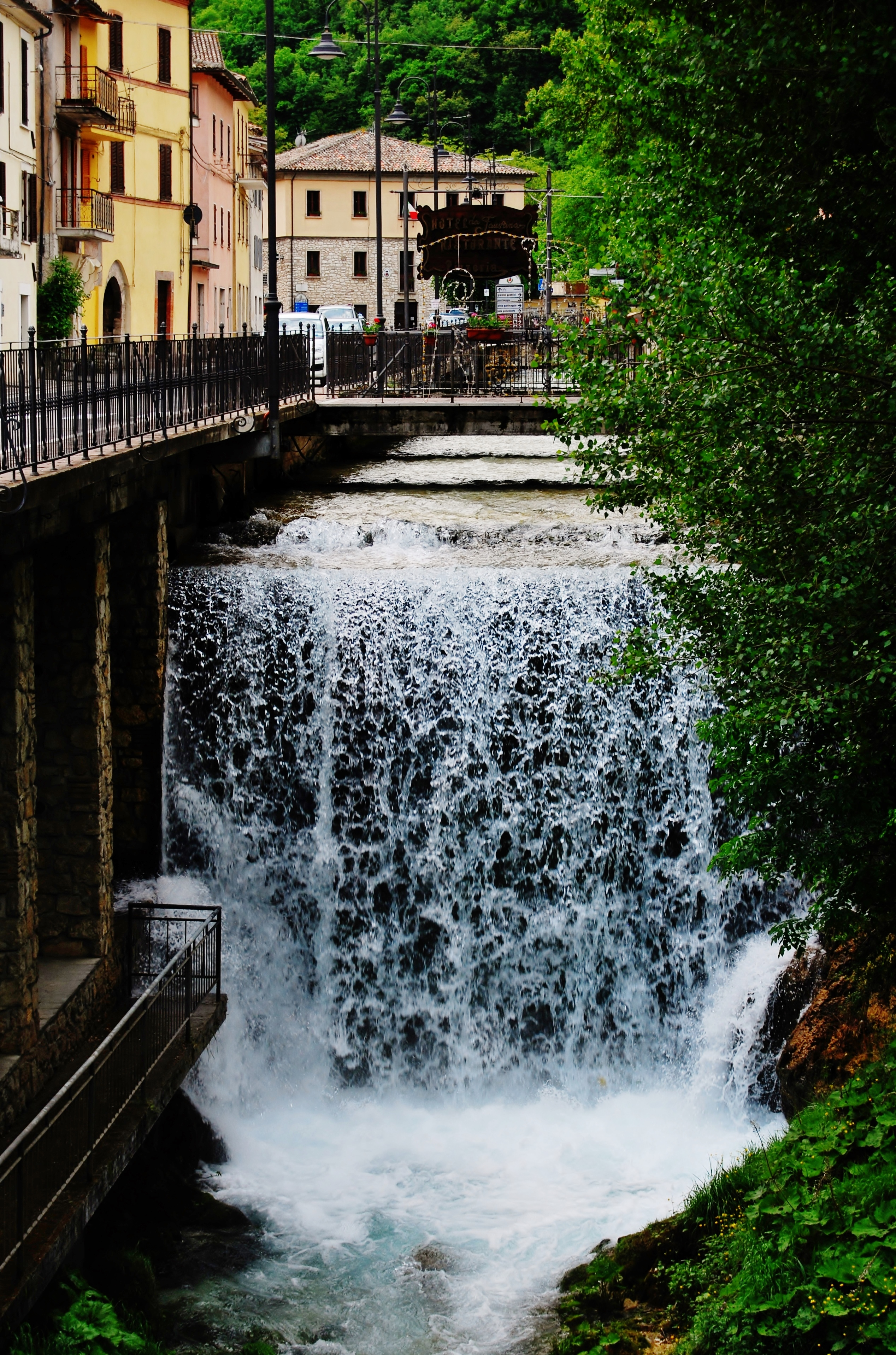
Cascata dello Scarsito

- La Chiesa di Santa Maria Assunta, in cui è custodito un Crocifisso ligneo di discreta fattura.
- I ruderi della Rocca dei duchi da Varano (signori di Camerino)
- Le cascate, all'interno del paese, lungo il corso del fiume Scarsito.
- Il Museo della civiltà contadina, con oggetti caratteristici e una volta di uso comune.
- La Chiesa di Sant'Albertino, situata su una collina presso i giardini pubblici.
- Sempre sulla collina sotto la chiesa è stato inaugurato nel 2015 "Il segreto del Bosco", un villaggio di Elfi e Gnomi dedicato ai più piccini.
- La Chiesa di San Michele Arcangelo ad Agolla, nella quale è conservata una pala con la Madonna col Bambino in gloria tra i Santi Michele Arcangelo e Andrea con l'offerente, forse opera degli anni settanta del Cinquecento di Tullio Siciolante, fratello del più celebre Girolamo, il Sermoneta.[6]
- Dopo essere stata per un lungo periodo inagibile è stata riaperta nel 2015, dopo un'opera di restauro e consolidamento, la chiesa medioevale di Madonna dei Calcinai contenente affreschi del Cinquecento.

## Società

### Evoluzione demografica
Abitanti censiti

## Amministrazione
| Periodo        | Periodo        | Primo cittadino      | Partito                | Carica  | Note          |
| -------------- | -------------- | -------------------- | ---------------------- | ------- | ------------- |
| 23 aprile 1995 | 11 giugno 2004 | Secondo Biordi       | Lista Civica di Centro | Sindaco | [ 8 ] [ 9 ]   |
| 12 giugno 2004 | 24 maggio 2014 | Mario Pierozzi       | Uniti per Sefro        | Sindaco | [ 10 ] [ 11 ] |
| 25 maggio 2014 | 26 maggio 2019 | Giancarlo Temperilli | Il futuro di Sefro     | Sindaco | [ 12 ]        |
| 27 maggio 2019 | 9 maggio 2024  | Pietro Tapanelli     | Noi per Sefro          | Sindaco |               |
| 10 maggio 2024 | in carica      | Pietro Tapanelli     | Noi per Sefro          | Sindaco |               |

## Sport

### Calcio a 11
La squadra di calcio del paese è la Sefrense (Seconda Categoria), ma in passato al posto di questa società è esistito il Sefro calcio che ha militato in Terza Categoria.

## Eventi
Si svolge ogni anno il 15 agosto la "Sagra della Trota", festa popolare con la preparazione di piatti e panini a base di trota sia fritta che arrosto.
Sull'altopiano di Montelago nel comune di Sefro si svolgeva la manifestazione estiva "Montelago Celtic Festival" nelle sue prime edizioni, poi trasferita nei comuni limitrofi.

## Galleria d'immagini

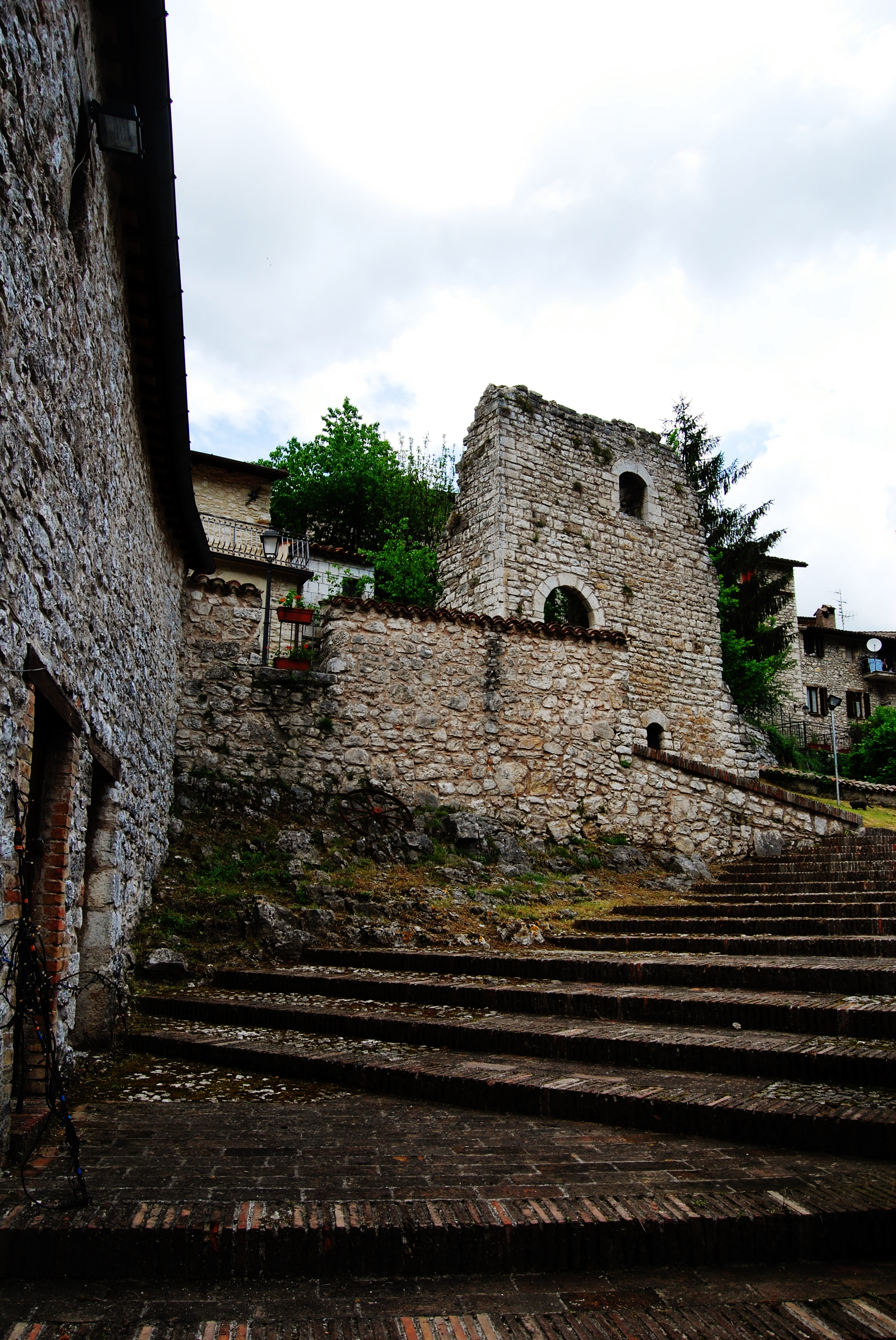
Torre Varano
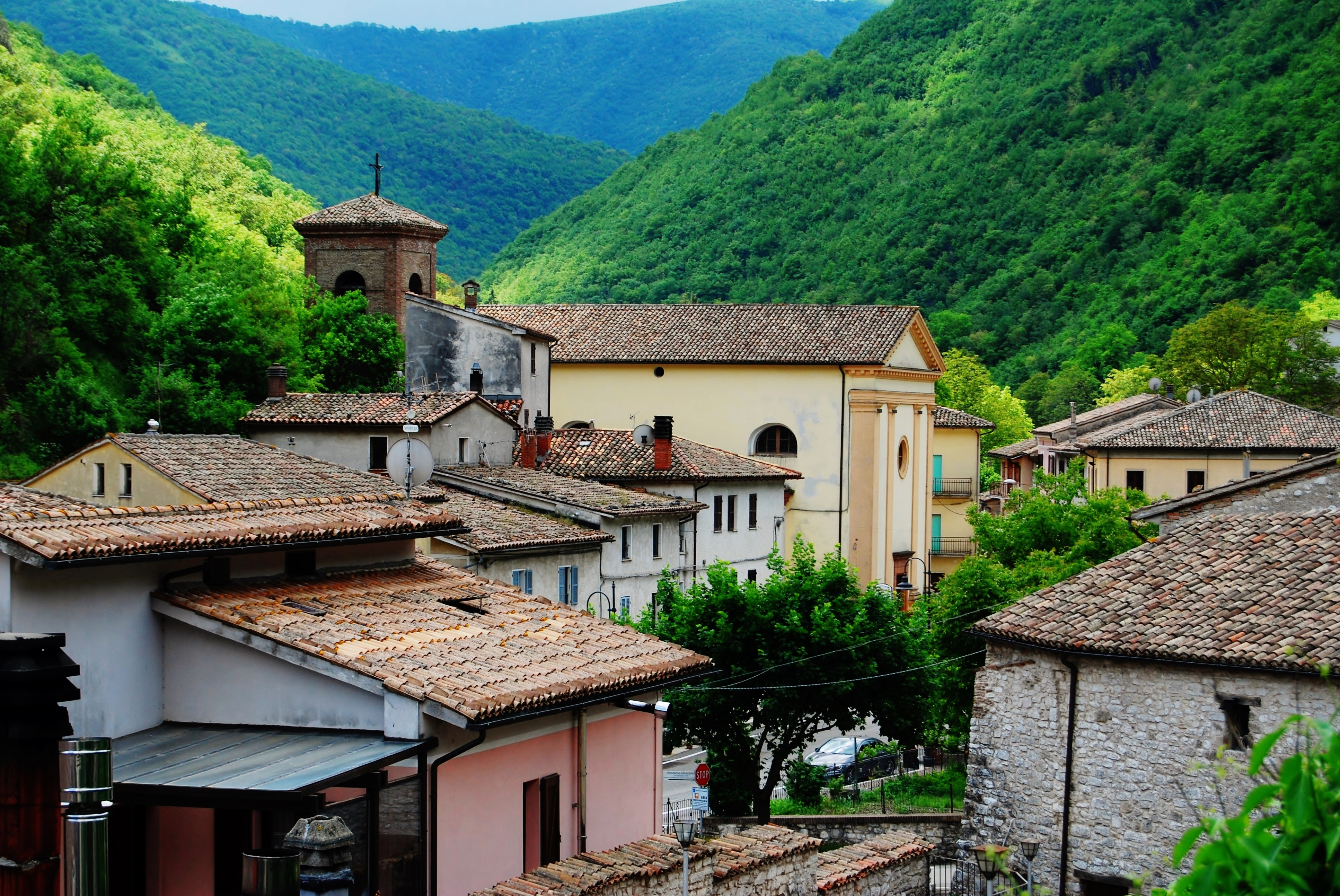
Veduta di Sefro
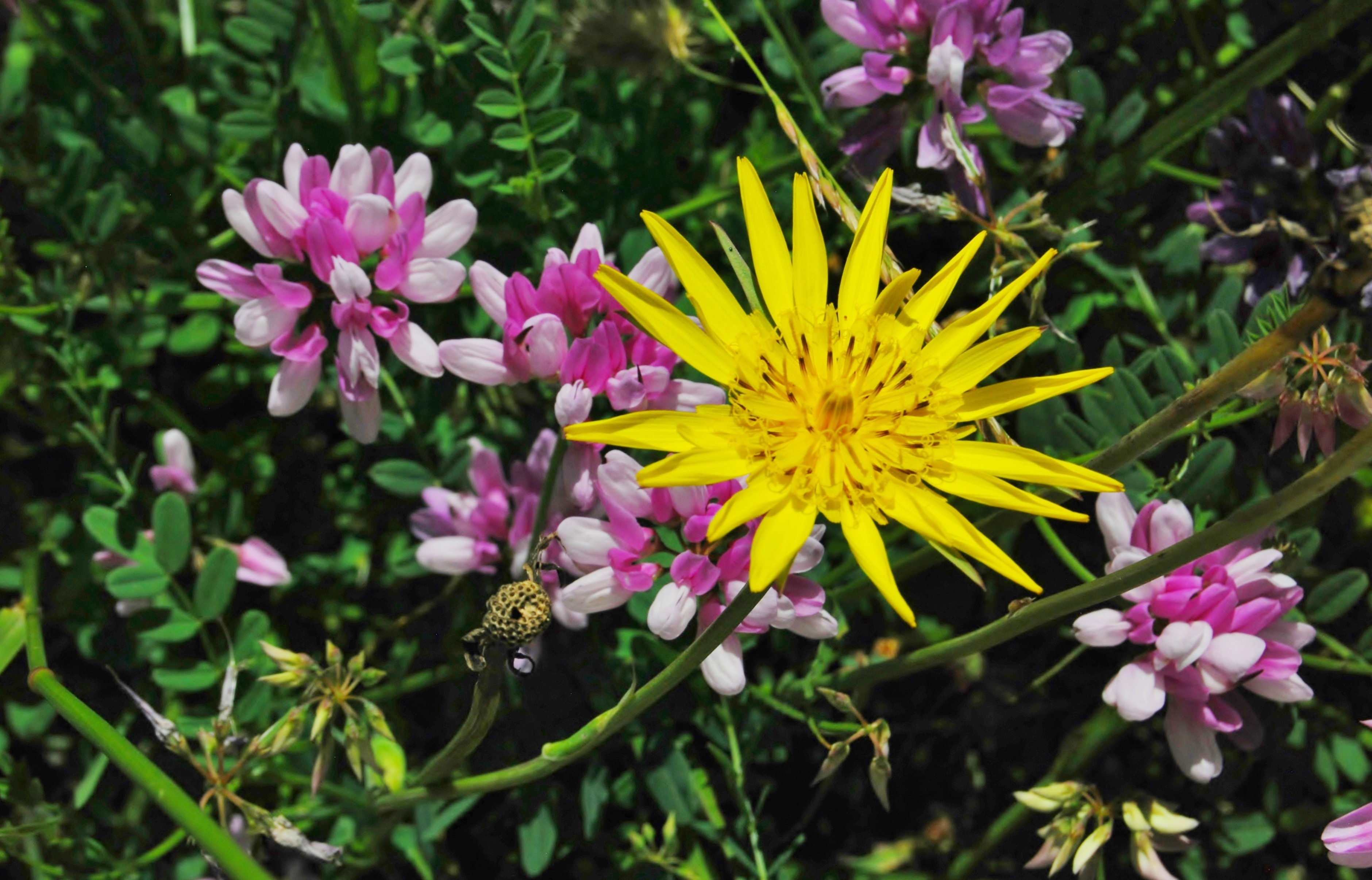
Altopiano di Montelago